# NeuroArm
NeuroArm — Роботизированная хирургическая система.
Спроектирован и построен канадской компанией MD Robotics совместно с исследователями из университета Калгари (University of Calgary). Он был специально разработан для нейрохирургии.
Состоит из двух блоков, один предназначен для оператора, а второй состоит из двух автоматизированных «рук» которые выполняет роль хирурга. Врач садится за удобный пульт, который даёт возможность видеть оперируемый участок с многократным увеличением через хирургический микроскоп, и может также рассмотреть 3-D изображения магнитного резонанса мозга пациента и использует специальные манипуляторы, чтобы управлять инструментами.
Манипуляторы этого аппарата устраняют естественное дрожание рук. Также они имеют выключатели безопасности, которые препятствуют случайным движениям во время операции. 
Впервые была проведена операция по удалению опухоли головного мозга с помощью этого робота в 2008 году. Создан на 2008 год в единственном экземпляре.